# Орден Партизанской звезды (Югославия)
Орден Партизанской звезды (сербохорв. Орден Партизанске звезде / Orden Partizanske zvijezde, макед. Орден на Партизанската звезда, словен. Red Partizanske zvezde) — военная награда Социалистической Федеративной Республики Югославии, одна из первых военных наград. Вручалась участникам Народно-освободительной войны Югославии за проявленные в боях храбрость и умелое командование войсками.

## Описание
Орден был учреждён приказом Иосипа Броза Тито, верховного главнокомандующего Народно-освободительной армией и Партизанскими отрядами Югославии от 15 августа 1943 года. В зависимости от типа проявленных личностных качеств кавалер награждался разными орденами: так, орден I степени присуждался изначально за умелое командование и выдающиеся заслуги в борьбе, орден II степени — за храбрость и подвиг воина, а орден III степени — за храбрость и самопожертвование в борьбе. Авторами внешнего вида ордена были художник Джордже Андреевич-Кун и скульптор Антун Аугустинчич.
Указом 1 марта 1961 года степени ордена Партизанской звезды получили новые наименования: I степень — с золотым венком, II степень — с серебряным венком, III степень — с ружьями. Награждение проводилось начиная с 7 сентября 1944 года; в 1980 году было произведено последнее награждение орденом с золотым венком (итого 627 граждан Югославии), в 1972 году — орденом с серебряным венком (1531 человек), в 1973 году — орденом с ружьями (всего 10 384 кавалеров).